# Liste der Biografien/Krs
Liste der Biografien |
Portal Biografien |
Personensuche
# |
A |
B |
C |
D |
E |
F |
G |
H |
I |
J |
K |
L |
M |
N |
O |
P |
Q |
R |
S |
T |
U |
V |
W |
X |
Y |
Z |
?
 
Ka |
Kb |
Kc |
Kd |
Ke |
Kf |
Kg |
Kh |
Ki |
Kj |
Kl |
Km |
Kn |
Ko |
Kp |
Kr |
Ks |
Kt |
Ku |
Kv |
Kw |
Ky |
Kx |
Kz
 
Kra |
Krb |
Krc |
Kre |
Krg |
Krh |
Kri |
Krj |
Krk |
Krl |
Krm |
Krn |
Kro |
Krp |
Krs |
Krt |
Kru |
Kry |
Krz
Die Liste der Biografien führt alle Personen auf, die in der deutschsprachigen Wikipedia einen Artikel haben. Dieses ist eine Teilliste mit 31 Einträgen von Personen, deren Namen mit den Buchstaben „Krs“ beginnt.

## Krs
- KRS-One (* 1965), US-amerikanischer Hip-Hop-MCKRS-One (* 1965)

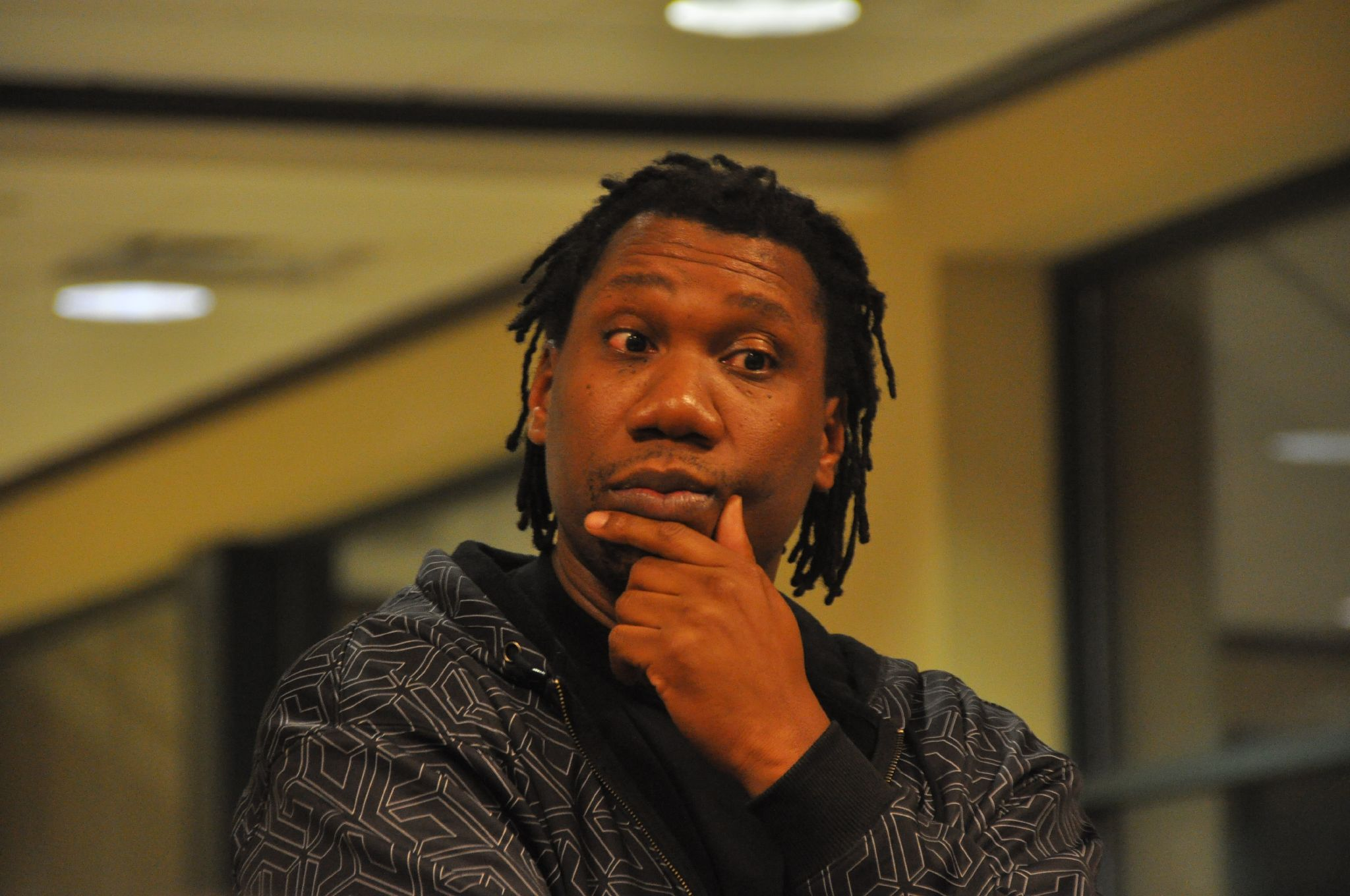
KRS-One (* 1965)

### Krsc
- Krschischanowski, Gleb Maximilianowitsch (1872–1959), russischer Revolutionär und sowjetischer Politiker
- Krschischanowski, Sigismund Dominikowitsch (1887–1950), russischsprachiger sowjetischer Schriftsteller

### Krse
- Krsek, Matěj (* 2000), tschechischer Sprinter

### Krsi
- Kršinar, Janež (* 1962), jugoslawischer Skilangläufer
- Kršinić, Frano (1897–1982), jugoslawischer Bildhauer

### Krsk
- Krška, Václav (1900–1969), tschechoslowakischer Filmregisseur, Drehbuchautor und Schriftsteller
- Kršková, Lucia (* 1987), slowakische CrossFit-Athletin und Bobfahrerin

### Krsm
- Krsmančić, Marko (* 1989), serbischer Handballspieler
- Krsmanović, Dejan (* 1986), serbischer Biathlet und Skilangläufer

### Krsn
- Krsnik, Dora (* 1992), kroatische Handballspielerin

### Krso
- Kršo, Amela (* 1991), bosnische Fußballspielerin

### Krst
- Krstacic, Kristijan (* 1981), kroatischer Boxer, WBU-Weltmeister im Superschwergewicht
- Krstajić, Danica (* 1987), montenegrinische Tennisspielerin
- Krstajić, Mladen (* 1974), serbischer Fußballspieler und -trainer
- Krstanović, Ivan (* 1983), bosnisch-herzegowinischer Fußballspieler
- Krstev, Angel (* 1980), tschechischer Eishockeyspieler
- Krstev, Mile (* 1979), mazedonischer Fußballspieler
- Krstić, Biljana (* 1955), serbische Volksmusik-Sängerin
- Krstić, Branislav (1922–2016), jugoslawischer bzw. serbischer Architekt und Stadtplaner
- Krstić, Filip (* 1988), serbischer Fußballspieler
- Krstic, Jelena (* 1981), serbische Sängerin
- Krstić, Lazar (* 1984), serbischer Politiker und Finanzminister
- Krstić, Milan (* 1945), jugoslawisch-serbischer Handballspieler und -trainer
- Krstić, Milorad (* 1952), ungarischer Maler, Grafiker und Fotograf
- Krstić, Nenad (* 1983), serbischer Basketballspieler
- Krstić, Petar (1877–1957), jugoslawischer Komponist
- Krstić, Radislav (* 1948), serbischer General und KriegsverbrecherRadislav Krstić (* 1948)

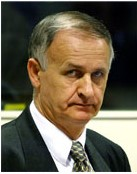
Radislav Krstić (* 1948)

- Krstin, Peđa (* 1994), serbischer Tennisspieler
- Krstović, Nikola (* 2000), montenegrinischer Fußballspieler
- Krstulović, Duje (* 1953), jugoslawischer Basketballspieler